# Insetos carniceiros

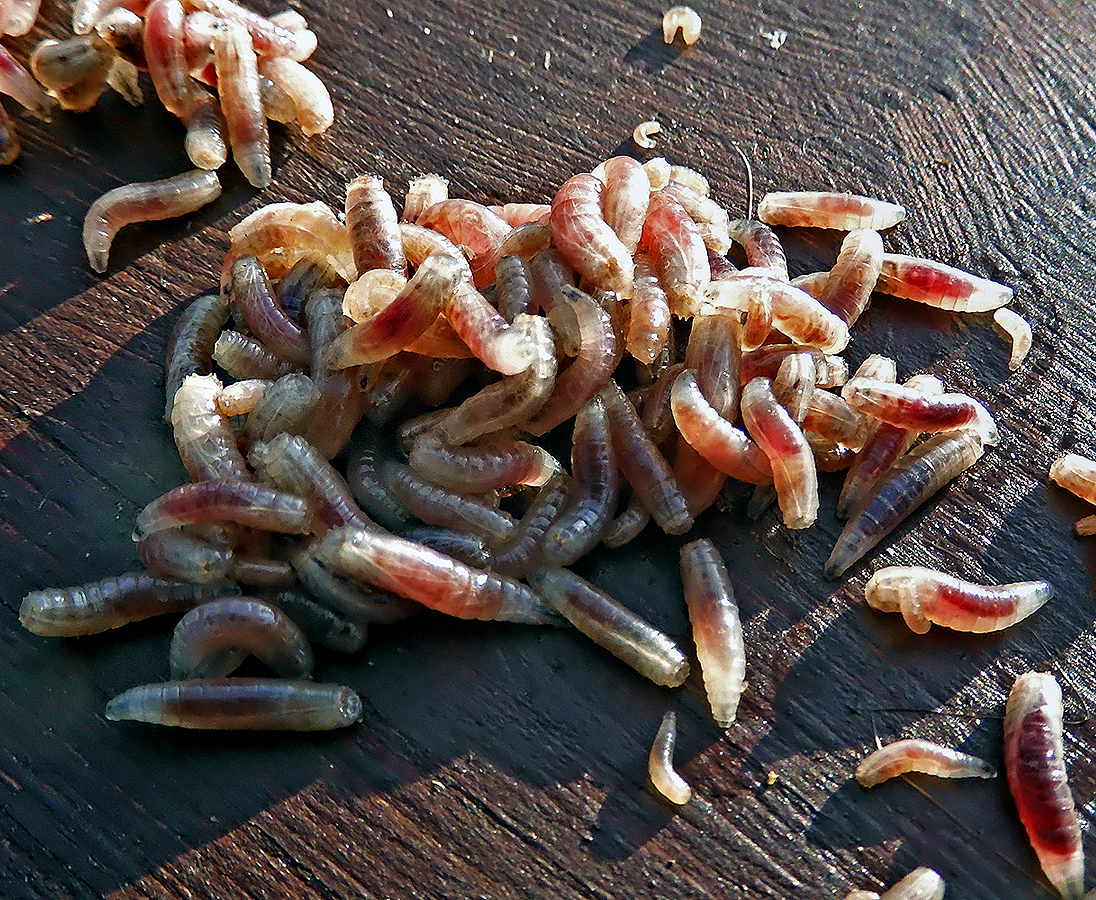
Insetos carniceiros de coelho.

Os insetos carniceiros são os insetos associados aos restos mortais em decomposição. Os processos de decomposição começam alguns minutos após a morte. Restos em decomposição oferecem um local temporário e mutável de recursos concentrados que são explorados por uma ampla gama de organismos, dos quais os artrópodes são frequentemente os primeiros a chegar e o grupo explorador predominante. No entanto, nem todos os artrópodes encontrados em ou perto de restos em decomposição terão um papel ativo no processo de decomposição. Os estudos de sinalização do cadáver ao inseto precisam ser feitos e possuem aplicação médica, forense e pesquisa científica em geral.

## Papéis ecológicos
Os insetos carniceiros são comumente descritos com base em seu papel ecológico. Quatro funções comumente descritas são:
1. Espécies necrófagas
2. Predadores e parasitas de espécies necrófagas
3. Espécies onívoras
4. Espécie adventícia

### Espécies necrófagas

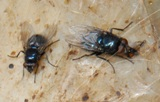
Protophormia terraenovae necrófaga (Robineau-Desvoidy)

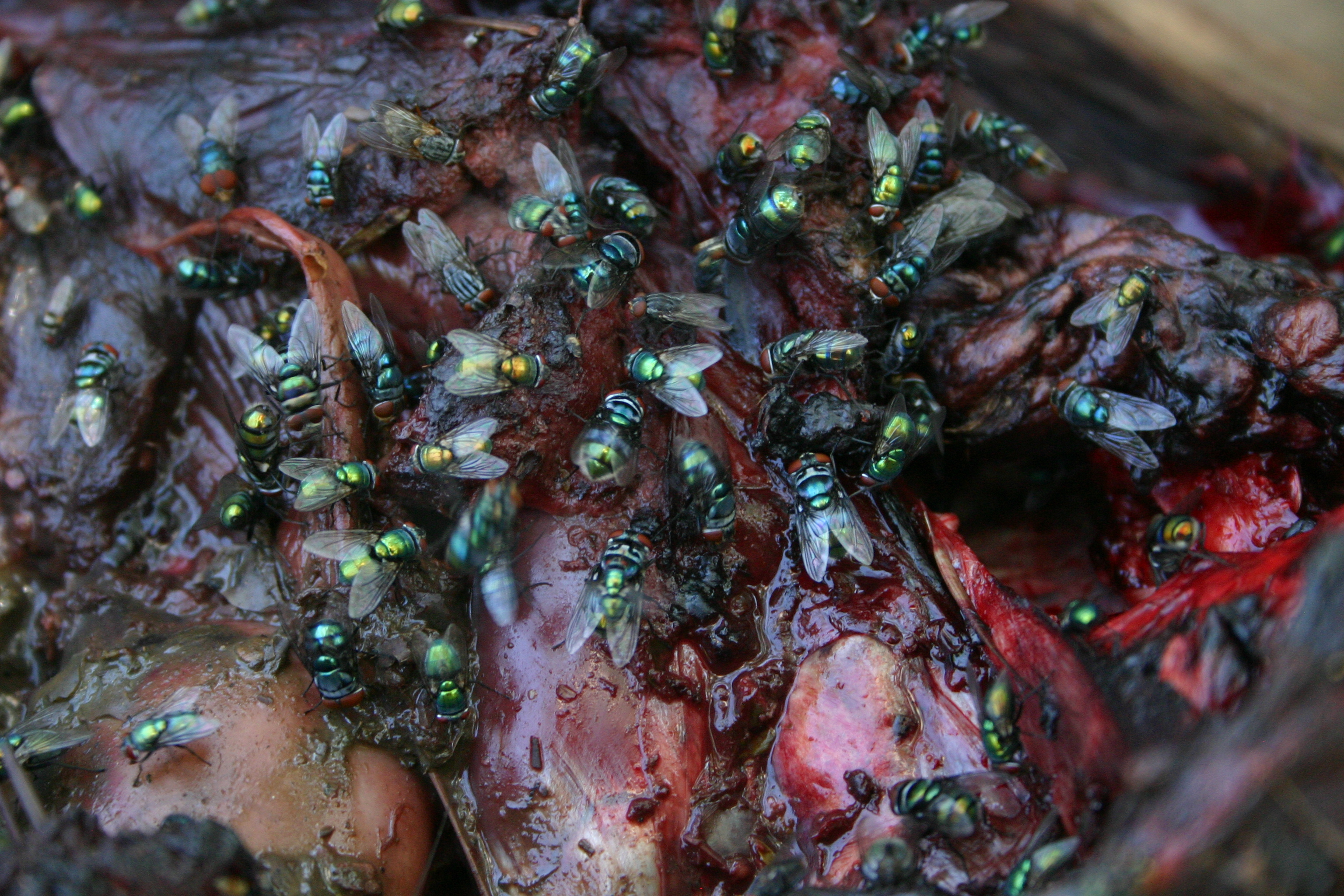
Calliphoridae, Sarcophagidae e Muscidae em cadáver fresco de porco-espinho

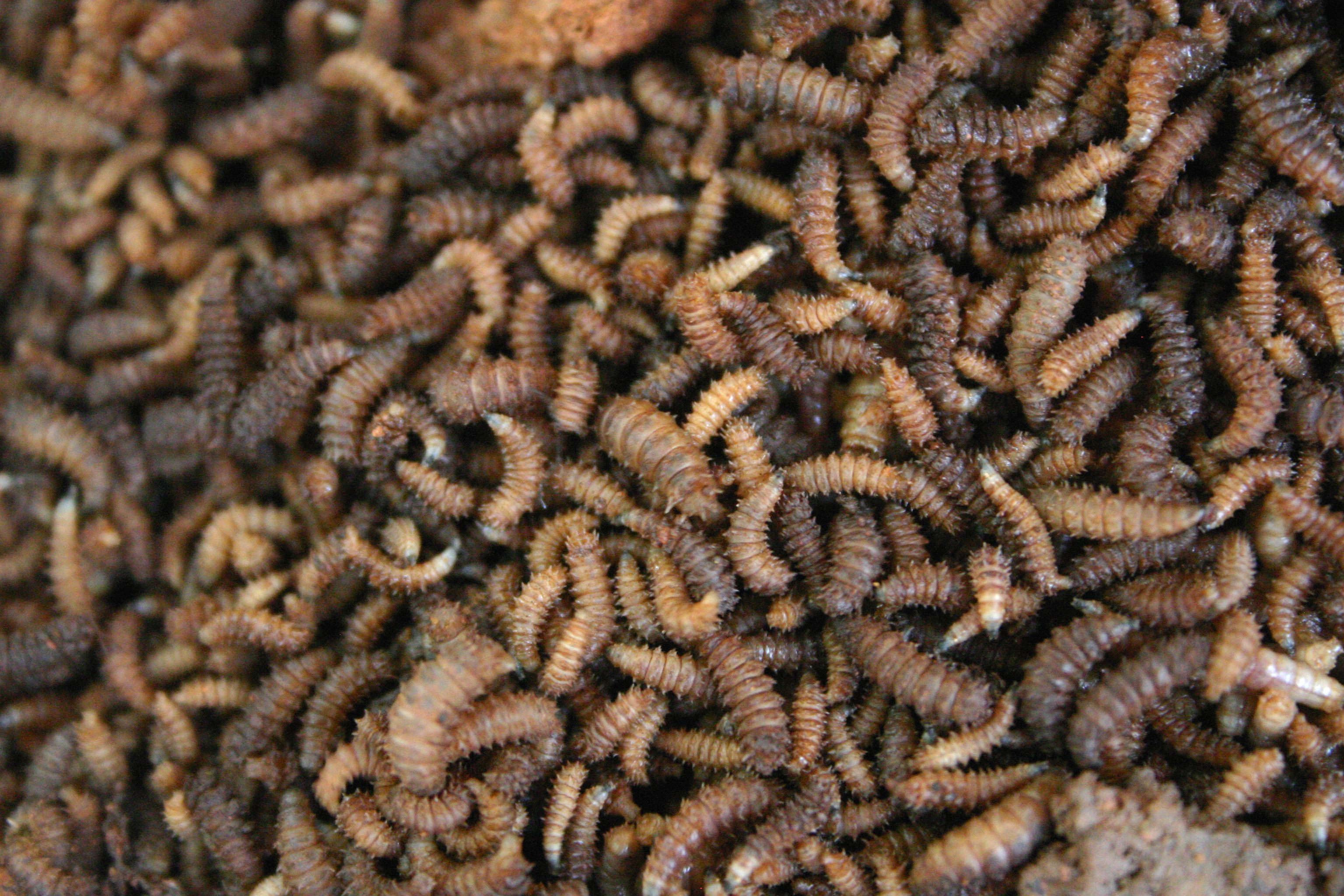
Larvas de varejeira e moscas em cadáver de porco-espinho de 5 dias

As espécies necrófagas são insetos / artrópodes que se alimentam diretamente dos restos mortais ou dos fluidos liberados dos restos durante o processo de decomposição. Esta classificação ecológica inclui muitas espécies da ordem Diptera (moscas verdadeiras) das famílias Calliphoridae (varejeira) e Sarcophagidae (moscas da carne), e algumas espécies da ordem Coleoptera (besouros). Embora espécies específicas de artrópodes presentes nos restos variem de acordo com a localização geográfica, alguns exemplos de varejeira comuns são Calliphora vicina, Phormia regina, Protophormia terraenovae e Lucilia sericata
Espécies de varejeira necrófaga são frequentemente as primeiras a chegar e colonizar em um local de decomposição. Essas espécies se desenvolvem a partir de ovos colocados diretamente na carcaça e completam seu ciclo de vida nos restos mortais ou próximo a eles. Por causa disso, as espécies necrófagas são consideradas as mais importantes para estimativas de intervalo post-mortem. Os colonizadores iniciais de maior importância são os da família Calliphoridae, Sarcophagidae e Muscidae (moscas domésticas), pois esses são normalmente os primeiros insetos a botar ovos nos restos mortais.
O novo estágio de decomposição é caracterizado pela chegada de varejeira necrófaga e moscas da carne. Essas borboletas também são fortemente atraídas durante o estágio de decomposição. Muitos Dípteros, especialmente suas formas larvais, estão envolvidos na remoção de material da carcaça, embora não em uma quantidade apreciável. As espécies necrófagas de Coleoptera são mais fortemente atraídas durante o estágio ativo de decomposição.

### Predadores e parasitas de espécies necrófagas

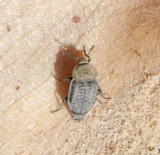
Thanatophilus lapponicus (Herbst), Família Silphidae

Essa função inclui os insetos que se alimentam ou atuam como parasitas de espécies necrófagas. Esses insetos não se alimentam diretamente dos restos em decomposição ou de seus fluidos, mas são considerados o segundo papel ecológico mais importante do ponto de vista jurídico.Smith, K.G.V. A manual of forensic entomology. [S.l.]: British Museum (Natural History & Cornell University Press). ISBN 0-565-00990-7 Predadores de insetos necrófagos incluem espécies das famílias de Coleoptera Silphidae (besouros da carniça) e Staphylinidae (besouros errantes).  Parasitas podem incluir espécies de vespas parasitas, da ordem Hymenoptera (família Braconidae ).
Algumas espécies de varejeira podem começar seu desenvolvimento larval na função necrófaga, alimentando-se diretamente dos restos mortais, mas se tornam predadoras durante os estágios larvais posteriores. Essas espécies são listadas como esquizófagas, e estão incluídas no papel ecológico de predadores e parasitas.
A maioria dos besouros presentes nos restos mortais estão lá como predadores de larvas de varejeira, e não estão diretamente preocupados com a remoção de materiais de carcaça. Besouros predadores podem chegar a um local de restos mortais já no estágio de inchaço da decomposição, quando há uma forte atração de sua presa necrófaga. Algumas dessas espécies também podem permanecer durante a decomposição ativa. Durante o estágio avançado de decomposição, há um aumento dos insetos predadores e / ou parasitários dos besouros necrófagos.

### Espécies onívoras
As espécies onívoras se alimentam tanto dos restos em decomposição quanto de outros insetos associados à carniça, geralmente espécies necrófagas. Um grande número de insetos onívoros pode diminuir a taxa de remoção dos materiais da carcaça, esgotando o número de larvas necrófagas. Esta categoria inclui espécies de formigas, vespas e algumas espécies de besouros carniceiros.

### Espécie adventícia
As espécies adventistas podem ou não desempenhar um papel significativo na decomposição dos restos mortais. Os artrópodes nessa função ecológica não são necessariamente atraídos por restos em decomposição, mas os usam como uma extensão de seus habitats naturais. As espécies adventistas se originam na vegetação e nos solos ao redor dos restos em decomposição. Esses insetos podem visitar restos mortais de vez em quando ou usá-los para ocultação, mas sua presença só pode ser atribuída ao acaso. Eles também podem se tornar predadores de espécies necrófagas encontradas nos restos mortais.  Espécies adventive incluem springtails, centopeias e aranhas .
O diagrama abaixo mostra a relação entre cada papel ecológico e um local de restos em decomposição.

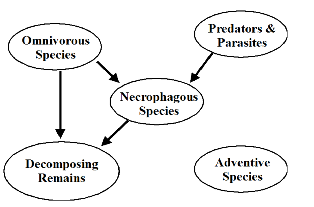
Relações em nível trófico entre papéis ecológicos de insetos carniceiros. Imagem adaptada de Smith (1986)

## Papéis ecológicos condensados
Os papéis ecológicos descritos acima podem ser condensados em duas classificações gerais:
1. Entomofauna cadavérica adequada
2. Entomofauna arbitrária de um cadáver

### Entomofauna cadavérica adequada
Esta classificação consiste em insetos necrobiontes que usam restos em decomposição como um ambiente permanente necessário para sua vida e desenvolvimento. Os insetos necrobiontes incluem especializações tróficas necrófagas e entomófagas, ou espécies necrófagas, predadoras / parasitárias e onívoras.

### Entomofauna arbitrária de um cadáver
Alguns insetos ou artrópodes visitam locais de carniça, mas não os colonizam. Esta classificação consiste nos insetos para os quais restos em decomposição não são uma característica permanente para o desenvolvimento. A especialização trófica adventícia se enquadra nesta categoria.

## Relevância forense
Cada grupo ou espécie de inseto será atraído para restos em decomposição em diferentes estágios de decomposição, pois as mudanças dentro dos restos resultam na disponibilidade de diferentes recursos. A ordem previsível em que os grupos de insetos descritos acima são atraídos e observados em restos é referida como um padrão de sucessão e pode ser usada em investigações forenses para estimar o intervalo post-mortem (PMI) ou tempo desde a morte. Este método de estimativa de PMI é mais útil nos estágios posteriores de decomposição.
Um segundo método de determinação de PMI, em estágios iniciais de decomposição, por evidência de inseto, utiliza a taxa de desenvolvimento de artrópodes colonizadores. Este método é geralmente aplicado a varejeira necrófaga, pois muitas vezes são as primeiras a colonizar e estão associadas a restos mortais por um período mais longo. As taxas de desenvolvimento são úteis apenas em investigações forenses até que a primeira nova geração tenha concluído o desenvolvimento e deixado os restos mortais.